# Domingo Zerpa
Pour les articles homonymes, voir Zerpa.
Domingo Zerpa (né à Runtuyoc (Abra Pampa), le 20 décembre 1909 - 20 mai 1999) est un poète argentin.

## Biographie
Il a commencé à étudier à l'Escuela Nacional N°18 à Santuario, et a poursuivi à l'Escuela Normal de Preceptores à Humahuaca. À l'École nationale n° 1 Teodoro Sánchez de Bustamante, il a obtenu une licence, puis a étudié à l'Instituto del Profesorado Valentín Gómez à Buenos Aires, où il a notamment eu pour professeurs Pedro Henríquez Ureña, Amado Alonso, Rafael Alberto Arrieta (es) et María Rosa Lida de Malkiel.
Il a enseigné au Colegio Nacional et à l'Escuela Normal de Chivilcoy (Buenos Aires) pendant 30 ans (de 1935 à 1965). Avec Nicolás Cócaro, il a fondé la revue Oeste, dont la publication a débuté à Chivilcoy en juillet 1944. En 1938, il a épousé la poétesse Dora Blanca Tregini, originaire de Santa Fe, et leur vie commune a duré plus de six décennies.
Son œuvre, bien qu'il ait vécu de nombreuses années loin de sa terre natale, a toujours été inspirée par Abra Pampa. Il est considéré comme l'un des poètes les plus importants de la province de Jujuy.

## Œuvres

### Poésie
- Puya-Puya, 1931
- Erques y cajas, 1942
- Ala de rosa y alba de cereza, 1961
- Blanca y celeste, 1962
- La Puna al son de las cajas, 1975
- Abra Pampa, 1983

### Essai
- El habla rural de la Puna Jujeña

### Livres non publiés
- Tranco a Tranco, 2000
- El fabricante de humo, 2004